# طريق العودة (فلم)
طريق العودة هو فيلم أجنبي درامي إنتاج 2010 عن قصة حقيقية لمجموعة من السجناء الذين هربوا من معتقل سيبيريا أثناء الحرب العالمية الثانية. والفيلم من إخراج بيتر وير من سيناريو أيضا وير وكيث كلارك، مستوحى من كتاب «الطريق الطويل» الكاتب سلومير روتشيك. ومن بطولة جيم ستارجسو كولن فاريلو إد هاريس وساويرس رونان وغوستاف سكارسجارد ومارك سترونغ وقد رشح لجائزة الأوسكار لأفضل ماكياج.

## الأحداث
في بداية الحرب العالمية الثانية أثناء غزو الاتحاد السوفيتي لبولندا. يقع الجندي البولندي «يانيش ويزيك» في الأسر ويتم اتهامه بالجاسوسية ولكنه يرفض الاعتراف ويقوموا بإجبار زوجته بالقسوة علي الاعتراف زورا ضد زوجها ويحكم عليه بالسجن 20 سنة في معسكرات العمل بسيبريا أو ما تعرف بالجولاج. بعد دخول يانيش المعتقل يتعرف علي مواطنه البولندي كابروف ويعرف منه نظام العمل داخل المعتقل الذي اشبه بالغابة وأسلوب حياة لا إنسانية ويتمني يانيش أن يهرب من جحيم هذا المعتقل. ويعرف أن زميله كاربوف يخطط للهرب ويوضح له خطة الهروب ولكنه يشك في نواياه بعد أن يقول له زميله سميث الأمريكي أنه يردد هذه المعلومة لأي نزيل جديد. وفي يوم عاصف قرر يانيش الهروب ويرفض كابروف الهرب ويقوم بالهرب مع 5 اخرون هم سميث وفالكا وزوران وفلوتشي ونجحوا في الهرب بعد استغلال العاصفة في طمس آثارهم وتضليل كلاب البحث عنهم.
وتستمر رحلتهم القاسية بين الثلوج ويفقدون أحد زملائهم بعد أن ضل عنهم وهو مصاب بالعشي الليلي. وبعد وصولهم إلى بحيرة بايكال يجدون ايرين والتي هربت أيضا من المعتقل ورفض معظمهم أن تنضم إليهم لعدم توفر الطعام ولكنها انضمت لهم. واستمرت رحلتهم حتي وصلوا إلى حدود روسيا وهنا يرفض فالكا أن يهرب معهم لأنه يعتبر نفسه شيوعي مخلص ويحب ستالين وروسيا. . وبعد ذلك يكتشفون أن منغوليا تم احتلالها من قبل السوفيت وشاهدوا المعابد البوذية وهيا مدمرة ويقررون الاستمرار في المسيرة في الصحراء وسط نقص الطعام والماء والإرهاق تمرض ايرين وتموت. وبعدها بفترة يموت فرد آخر لهم ويصبح عددهم 4 فقط. . حتي ينجحوا في الوصول إلى التبت ويقرر بعدها سميث أنه يرحل شرقا للوصول إلى أحد معسكرات الجيش الأمريكي ويواصل الثلاثة الرحلة غربا حتي يصلوا بنجاح. وفي نهاية الفيلم يسرد أن بعد سقوط الشيوعية عام1989 يقرر يانيش ْأن يعود أخيرا إلى بيته وزوجته بعد غياب 50 عاما. .

## فريق العمل
- جيم ستارجس بدور Janusz Wieszczek، a young بولنديون inmate taken Prisoner of War during the الغزو السوفيتي لبولندا
- كولين فاريل بدور Valka، a tough روس inmate.
- إد هاريس بدور Mr. Smith، an American inmate.
- سيرشا رونان بدور Irena، an orphaned teenage Polish girl on the run from Soviet Russia who meets up with the fugitives near a lake.
- مارك سترونج بدور Khabarov
- دراغوس بوكور بدور Zoran
- جوزتاف سكارسجارد بدور Voss

## أماكن التصوير
تم تصوير الأحداث في بلدان: بلغاريا والمغرب والهند

## التقييم
The Way Back received generally positive reviews. Review aggregation website الطماطم الفاسدة reports that 75% of critics gave the film a positive review based on 93 reviews، with an average score of 6.8/10. The critical consensus is: "It isn't as emotionally involving as it should be, but this Peter Weir epic offers sweeping ambition and strong performances to go with its grand visual spectacle." إمباير (مجلة) awarded the film three out of five stars and said "It’s good, but from this director we have come to expect great." الغارديان awarded it three out of five and said "Weir has put together a good film – oddly, though, considering its scale, it feels like a rather small one." The Telegraph called the film "A journey that feels awful and heroic and unfathomable – and one you’ll want to watch again."

## الجوائز
- رشح لجائزة الأوسكار كاحسن مكياج 2011
- فازت الممثلة سايروس رونان بجائزة أفضل ممثلة مساعدة في مهرجان الفيلم الأيرلندي IFTA Award 2011

## اقرأ أيضا
- Linda Willis، 2010. Looking for Mr. Smith: The Quest for the Truth Behind The Long Walk, the Greatest Survival Story Ever Told. Skyhorse Publishing.

## روابط خارجية
- خط سير الرحلة في الفيلم علي خرائط جوجل
- مقالات تستعمل روابط فنية بلا صلة مع ويكي بيانات